# Айхсфелд (окръг)
Айхсфелд (на немски: Eichsfeld) е окръг в провинция Тюрингия, Германия, с площ 939,8 км2 и население 100 645 души (по приблизителна оценка за декември 2017 г.). Административен център е град Хайлбад Хайлигенщат.

## Административно деление
Окръга се поделя на 10 амта, които се състоят от градове и общини.

## Политика
Окръжния съвет е съставен от 46 места.
След проведените местни избори на 7 юни 2009 година, резултатите са следните:
| Политическа сила                     | Места |
| ХДС                                  | 25    |
| Левица                               | 5     |
| СДП                                  | 5     |
| Свободни гласоподаватели на Айхсфелд | 5     |
| СвДП                                 | 3     |
| Зелените                             | 2     |
| НДП                                  | 1     |